# Mirrorball (PERSONZのアルバム)
『mirrorball』（ミラーボール）は、日本のロックバンド、PERSONZの16枚目のオリジナルアルバムである。15枚目のオリジナルアルバム『fireball』と同時リリース。

## 概要
バンド結成20周年を記念して4タイトル（CD2タイトル、DVD2タイトル）同時発売された作品のうちの1作である。CDはロックサイドとポップサイドに分かれたアルバム2タイトルが発売されたが、本作はポップサイドである。JILLソロ作品からのUnder The Moonlightと、Stay as a Friend～友達のままで～、sayonaraは言わないがver.2004としてセルフカバーされている。本田毅のクレジット表記は「feauring Takeshi Honda(Guitar)」。CCCD。

## 収録曲
1. Baby Don't Cry
　（作詞：JILL / 作曲：渡邉貢）
2. Mirrorball
　（作詞：JILL / 作曲：渡邉貢）
3. Under The Moonlight -ver.2004-
　（作詞：JILL / 作曲：藤田勉）
4. Stay as a Friend～友達のままで～ -ver.2004-
　（作詞：JILL / 作曲：渡邉貢）
5. Change In My World
　（作詞：JILL / 作曲：渡邉貢）
6. Cross My Heart
　（作詞：JILL / 作曲：本田毅）
7. sayonaraは言わない -ver.2004-
　（作詞：JILL / 作曲：JILL）
8. Miss Me
　（作詞：JILL / 作曲：渡邉貢）

## 品番
- CD: TOCT-25313